# Hronec
Hronec (in tedesco Rohnitz; in ungherese Kisgaram) è un comune della Slovacchia facente parte del distretto di Brezno, nella regione di Banská Bystrica.

## Storia
Il villaggio è citato per la prima volta nel 1357, quando costituì oggetto di una donazione reale a un certo cavaliere Paulus. A partire dal 1527 Hronec assistette ad un notevole sviluppo economico legato all'estrazione e alla lavorazione del ferro estratto nelle vicinanze. Tale economia caratterizza ancora oggi il villaggio.